# Symphurus microrhynchus
Symphurus microrhynchus är en fiskart som först beskrevs av Weber, 1913.  Symphurus microrhynchus ingår i släktet Symphurus och familjen Cynoglossidae. Inga underarter finns listade i Catalogue of Life.